# Amposta (kommunhuvudort)
Amposta är en kommunhuvudort i Spanien.   Den ligger i provinsen Província de Tarragona och regionen Katalonien, i den östra delen av landet, 400 km öster om huvudstaden Madrid. Amposta ligger 11 meter över havet och antalet invånare är 21 240.
Terrängen runt Amposta är platt åt nordost, men åt sydväst är den kuperad. Runt Amposta är det ganska tätbefolkat, med 160 invånare per kvadratkilometer. Närmaste större samhälle är Tortosa, 12,3 km norr om Amposta. Trakten runt Amposta består till största delen av jordbruksmark.